# Oak Creek (Arizona)
Kanion Oak Creek, położony w północnej Arizonie pomiędzy miastami Flagstaff i Sedona. Jest często opisywany jako mniejszy kuzyn Wielkiego Kanionu Kolorado. Droga stanowa 89A wjeżdża do kanionu na jego północnym krańcu, a następnie przemierza dno kanionu przez około 21 kilometrów, aż do wjazdu do miasta Sedona.

## Geologia
Dowody geologiczne sugerują powstanie pierwotnego kanionu około osiemośmiu do dziesięciu milionów lat temu. Przodek Oak Creek Canyon został następnie wypełniony przez osady żwirowe i lawy w okresie od 6 do 8 milionów lat temu w epoce miocenu. 
Spektakularnie wyerodowane ściany kanionu zbudowane są głównie z paleozoicznych skał osadowych. Najmłodsze skały odsłonięte w kanionie to seria bazaltowych law, które tworzą wschodnią krawędź i ich wiek szacuje się na 6 milionów lat.

## Rekreacja
Oak Creek Canyon znajduje się na terenie Coconino National Forest. Części kanionu zostały wyznaczone jako federalne obszary dzikiej przyrody w ramach Red Rock-Secret Mountain Wilderness. Służba Leśna Stanów Zjednoczonych zarządza kilkoma kempingami, miejscami piknikowymi i terenami rekreacyjnymi w kanionie. Teren jest popularnym miejscem wędrówek górskich po wielu szlakach prowadzących do bocznych kanionów lub na obrzeża kanionu. Najpopularniejszy jest szlak prowadzący przez pierwsze 5 km w górę West Fork of Oak Creek, wąskiej odnogi bocznej kanionu.

## Galeria

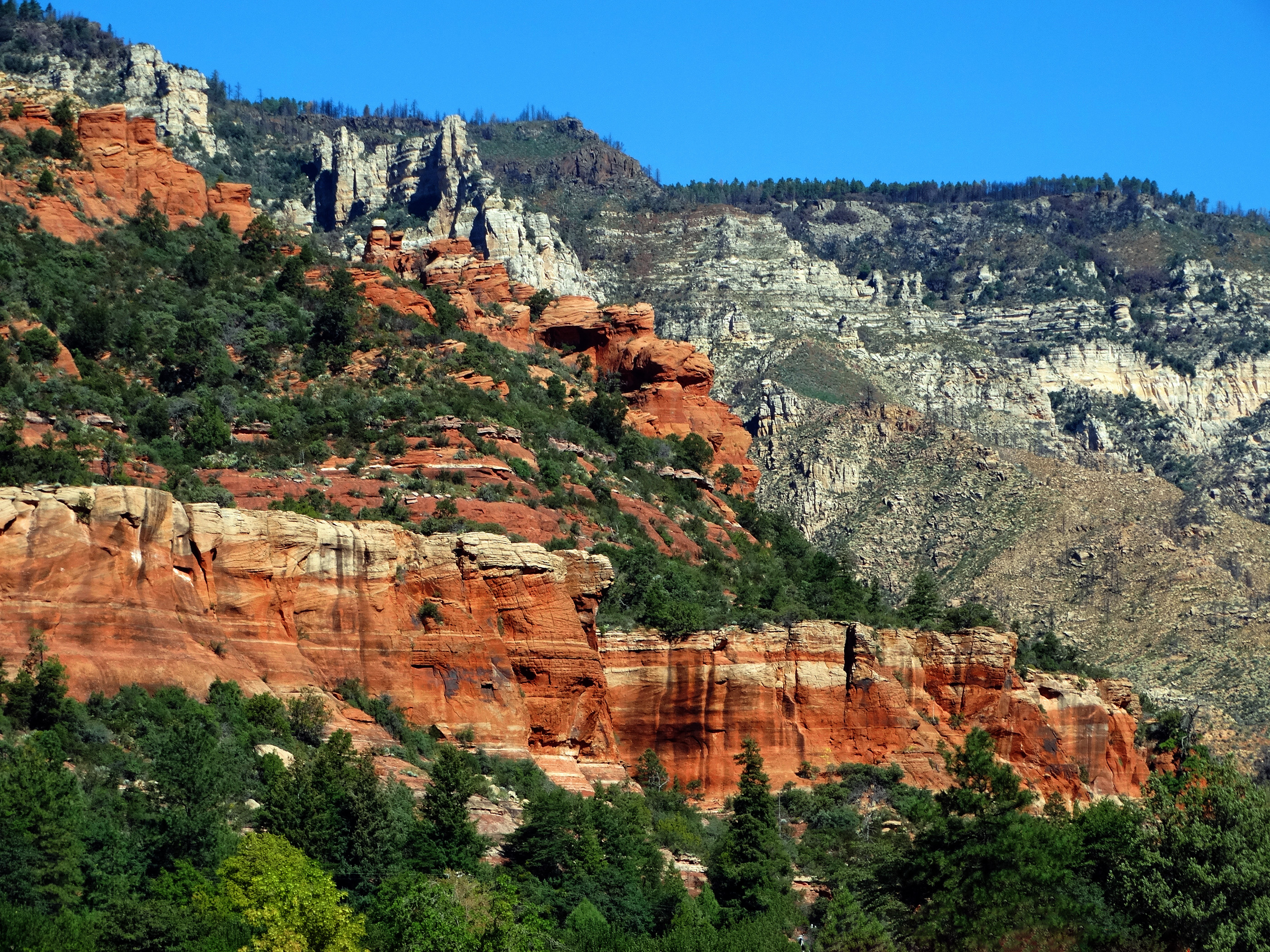
Widok na kanion
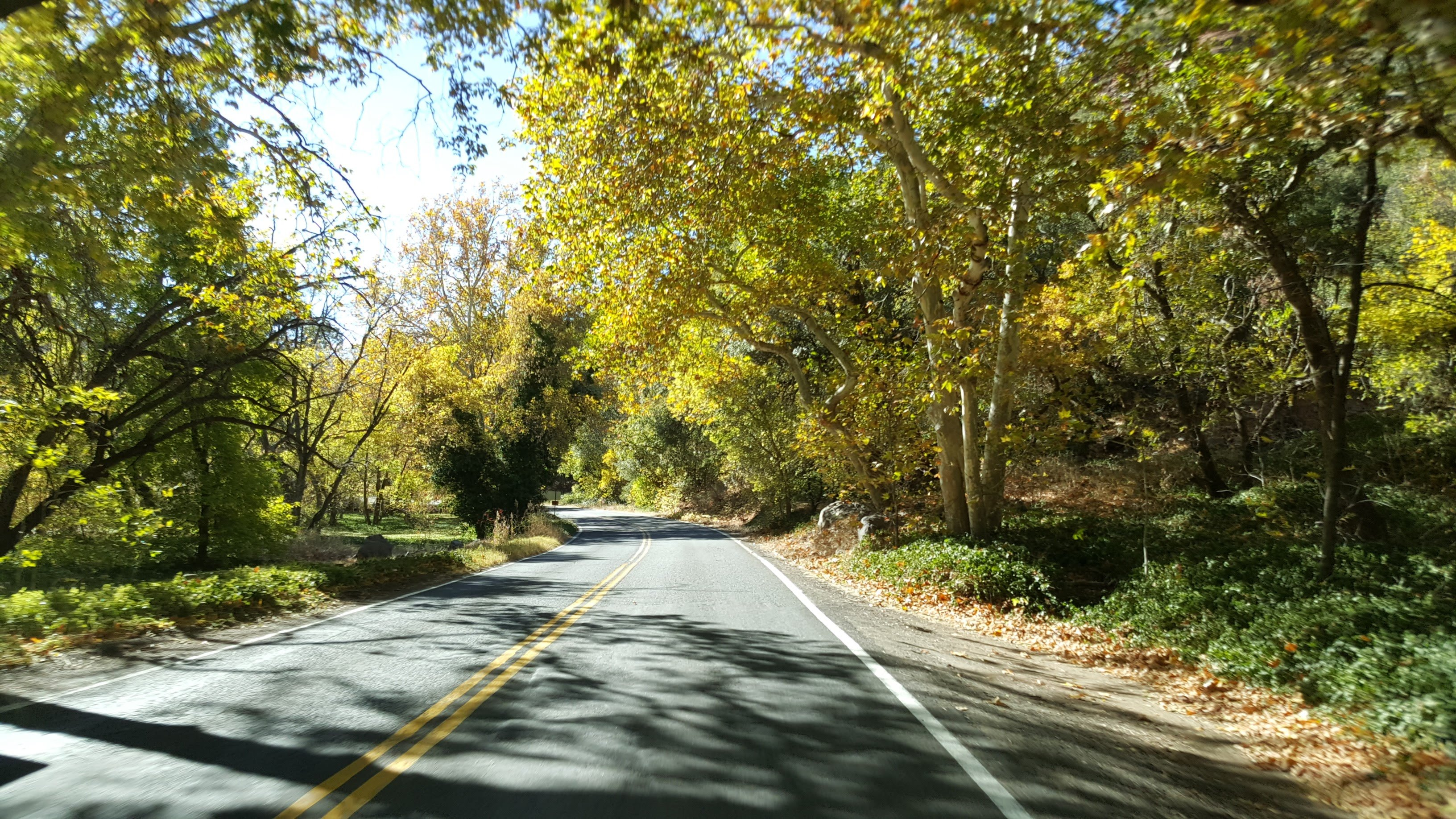
Droga stanowa 89A przecinająca kanion
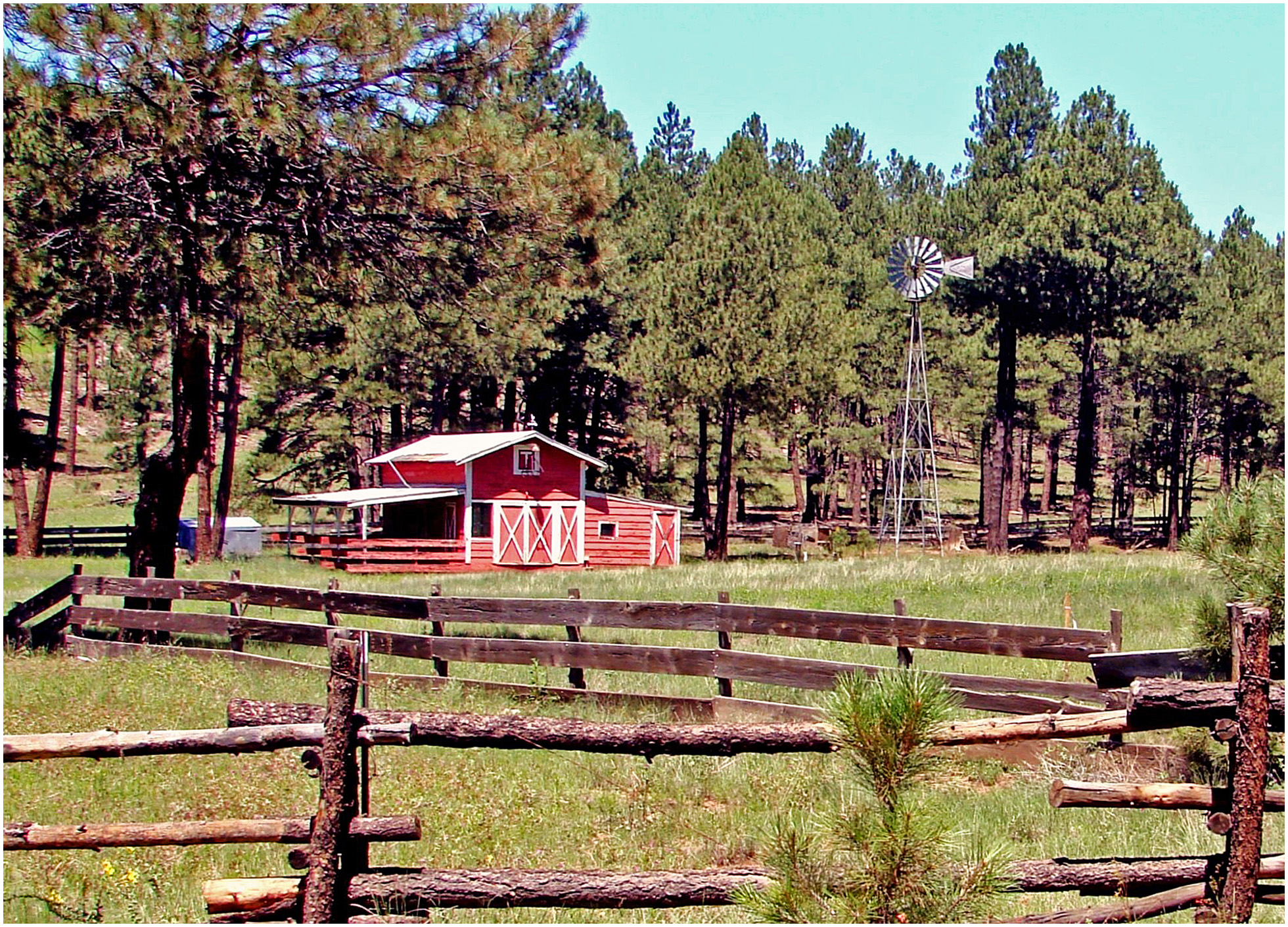
Rancho na terenie kanionu